# BMW 4-serie
BMW 4-serien er en stor mellemklassecoupé fra bilfabrikanten BMW, som kom på markedet i oktober 2013. Bilen blev præsenteret i München i starten af december 2012 og præsenteres for offentligheden i januar 2013 på Detroit Motor Show.
4-serien afløste coupéversionerne af 3-serien og dermed også E92.
I første omgang er tre motorer planlagt: To benzinmotorer i 428i med 245 hk og i 435i med 306 hk samt en dieselmotor med 184 hk i 420d. Disse motorer benyttes også i F30 3-serie-modellerne.